# 男孩

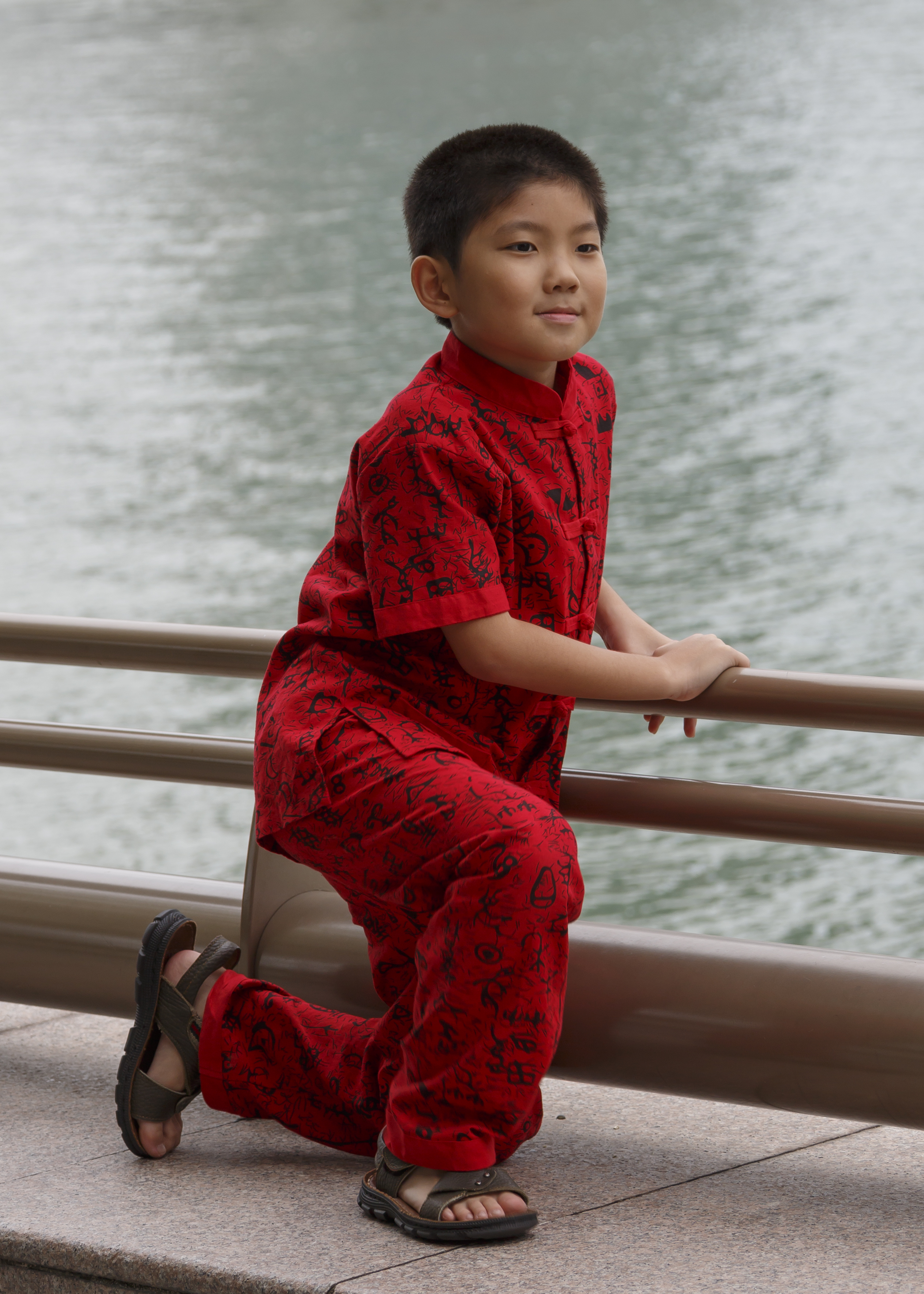
一个中國男孩

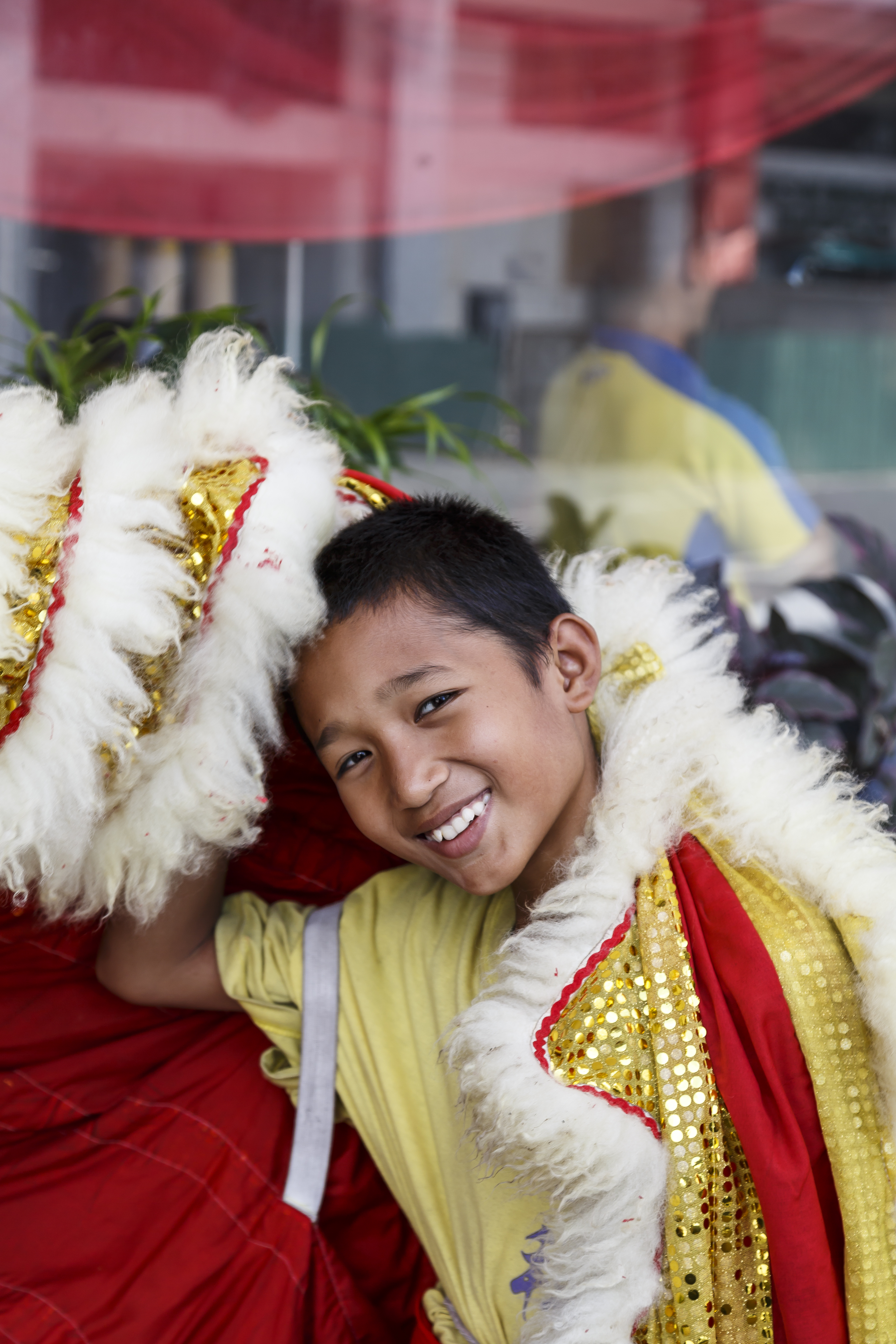
一個小男孩

男孩、男童或男孩兒，意於是雄性的人類兒童或青少年，為相對於雌性兒童（即女孩）。「男孩」這個詞通常用來表示生物學的性區别，有時亦可指文化上性別角色區別（也可能是兩者）。成年的雄性人類一般稱為「男人」。
在中文中，通常以少男或泛稱少年表明男孩與男人的過渡時期（青春期）。日文裡的“少年（少年）”專指“男孩”，和華文的意思是有一定的區别（中文裡的“少年”通常指青少年，包括男女，為中性用詞），但也有例外，例如在日本法律中的少年和中文意思相同；中文裡使用日文借詞時少年的意思和日文相同（例如少年漫畫、美少年等），由於廣義上的男孩也可指青年甚至成年時期的，因此不少中譯日系動漫作品中亦常直接使用日式漢字詞彙「少年」來指「男孩」。

## 口語上的用法
有些情況下，成年男性會被稱為男孩。由青年男性組成的樂團常統稱為「男孩樂團」。男人在傳統角色上未被承認（或否認）亦被稱為男孩。年輕的男性在尚未自覺是為男人時（例如開始步入社會，有了家庭、妻子和孩子），稱其為男人可能會令他感覺不舒服。相反的，一位自覺是男人的男性，稱其為男孩也可能會令他感到不舒服。
在中文上，男孩很常用來形容心智尚未成熟或保有童心的男人，有時候也會有貶低人的意思。在美國，男孩這個字有時候是用來歧視黑人或男性的奴役（在歷史上）。在種族隔離政策時期或其他歷史背景下的南非，廣泛的用來指黑人。在英國，足球員常被足球經理人稱為「某某男孩」，這個用法不限於年輕的足球員，僅管它很少被用于資深的球員。
在社會上，男孩（女孩）或男人（女人）的稱謂常會造成很多的困惑。最好不要花太多時間在瞭解其背後上的語意。當有不同看法時，有些人可能會覺得受到侵犯。

## 男孩圖集

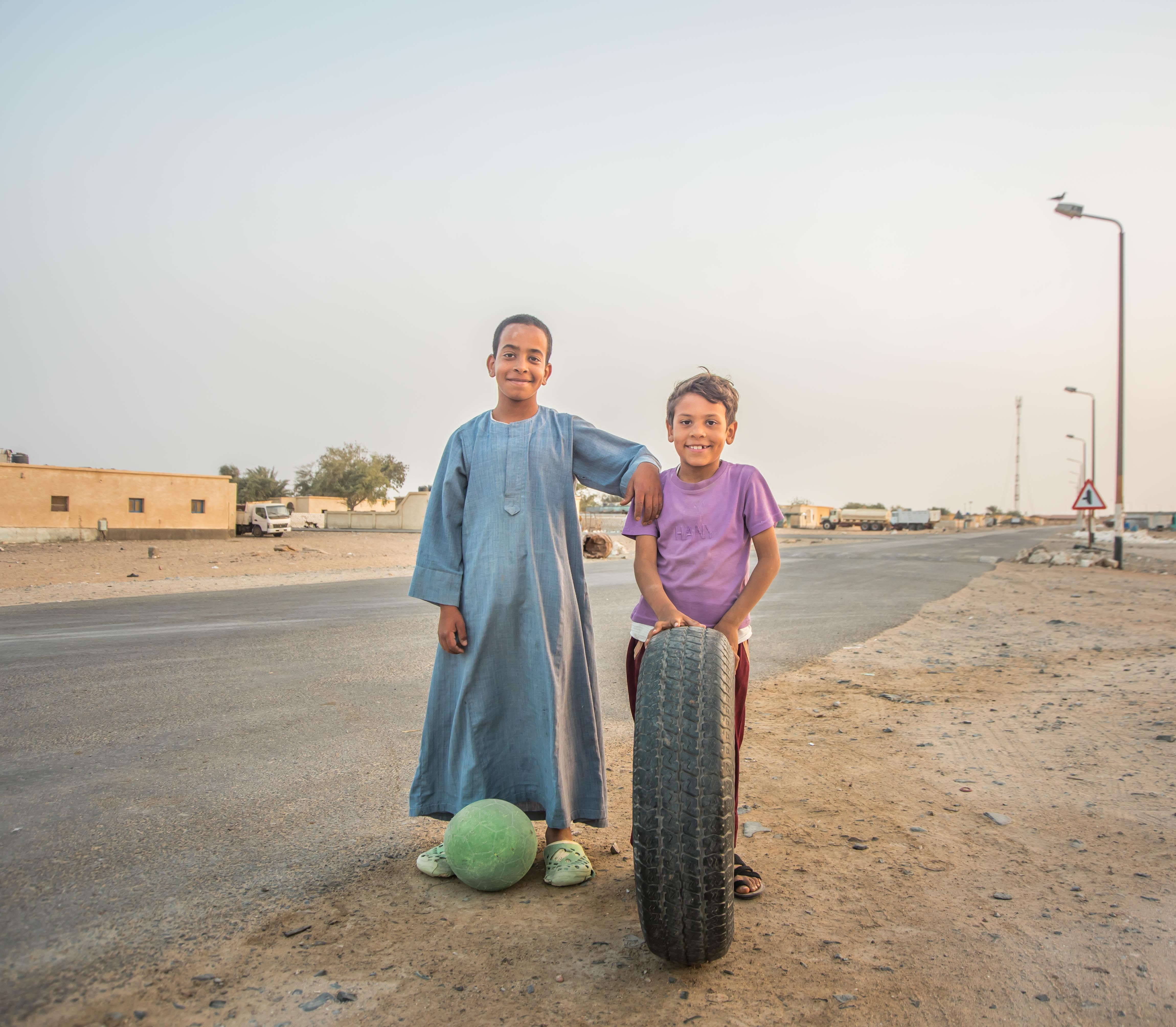
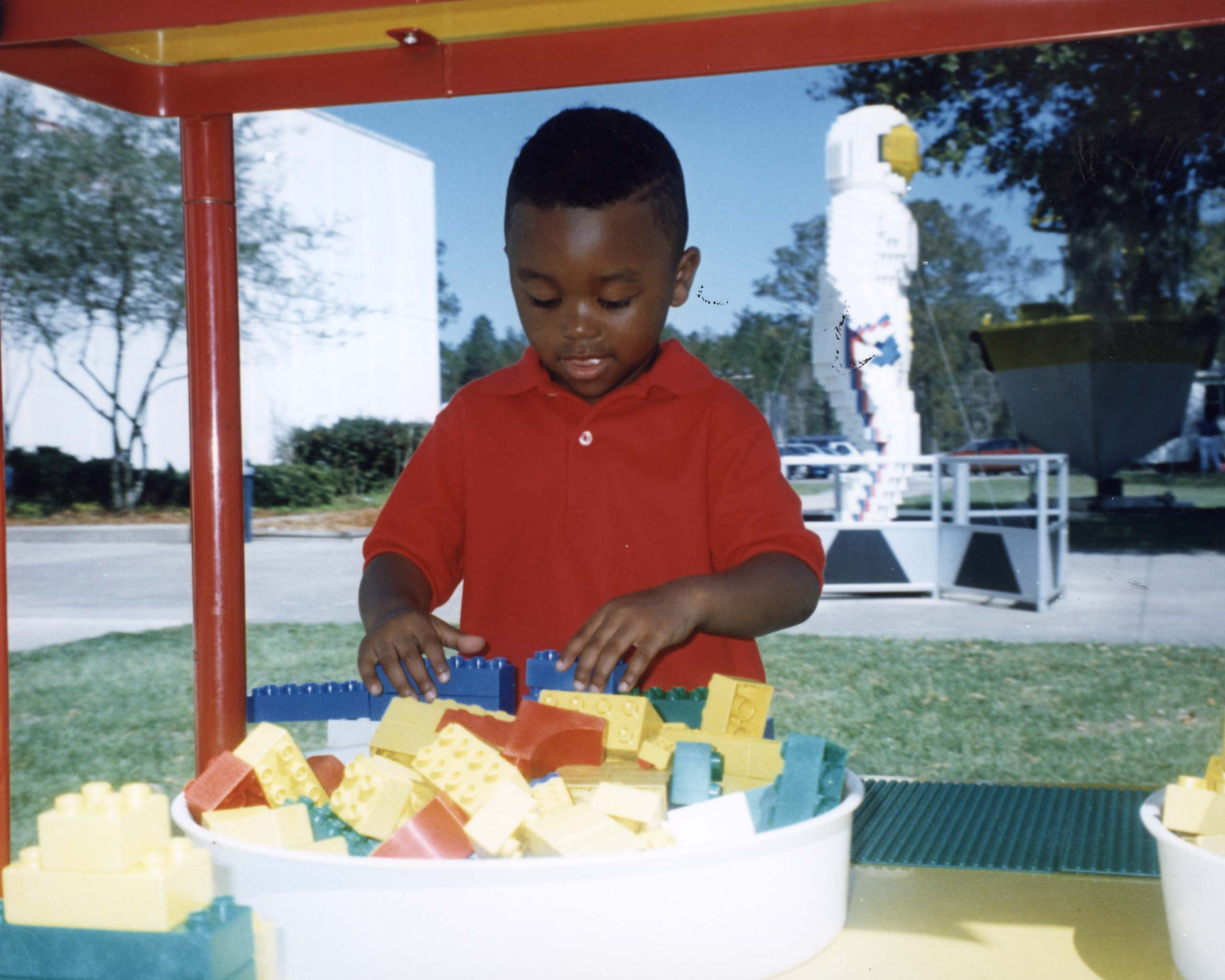
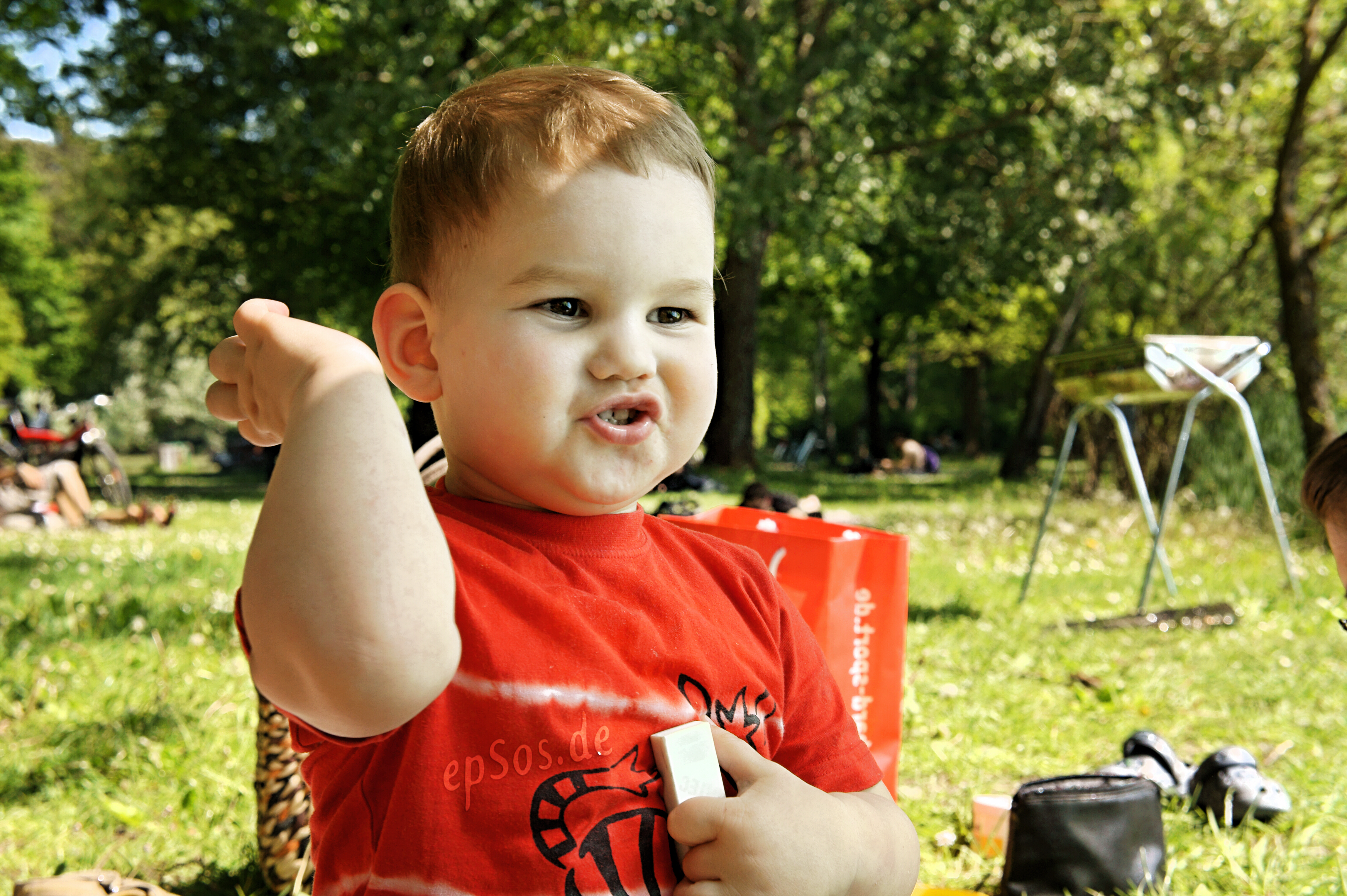
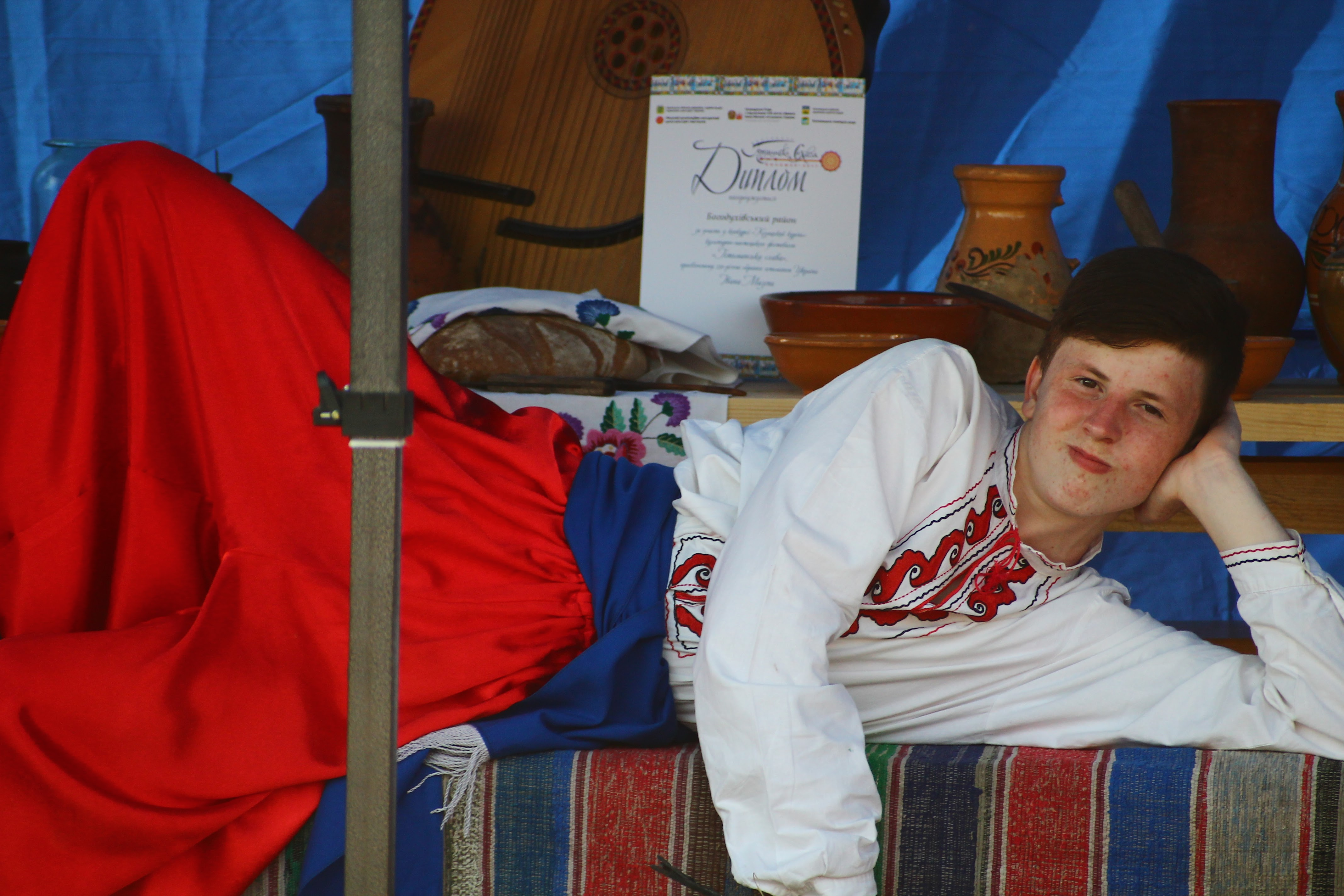
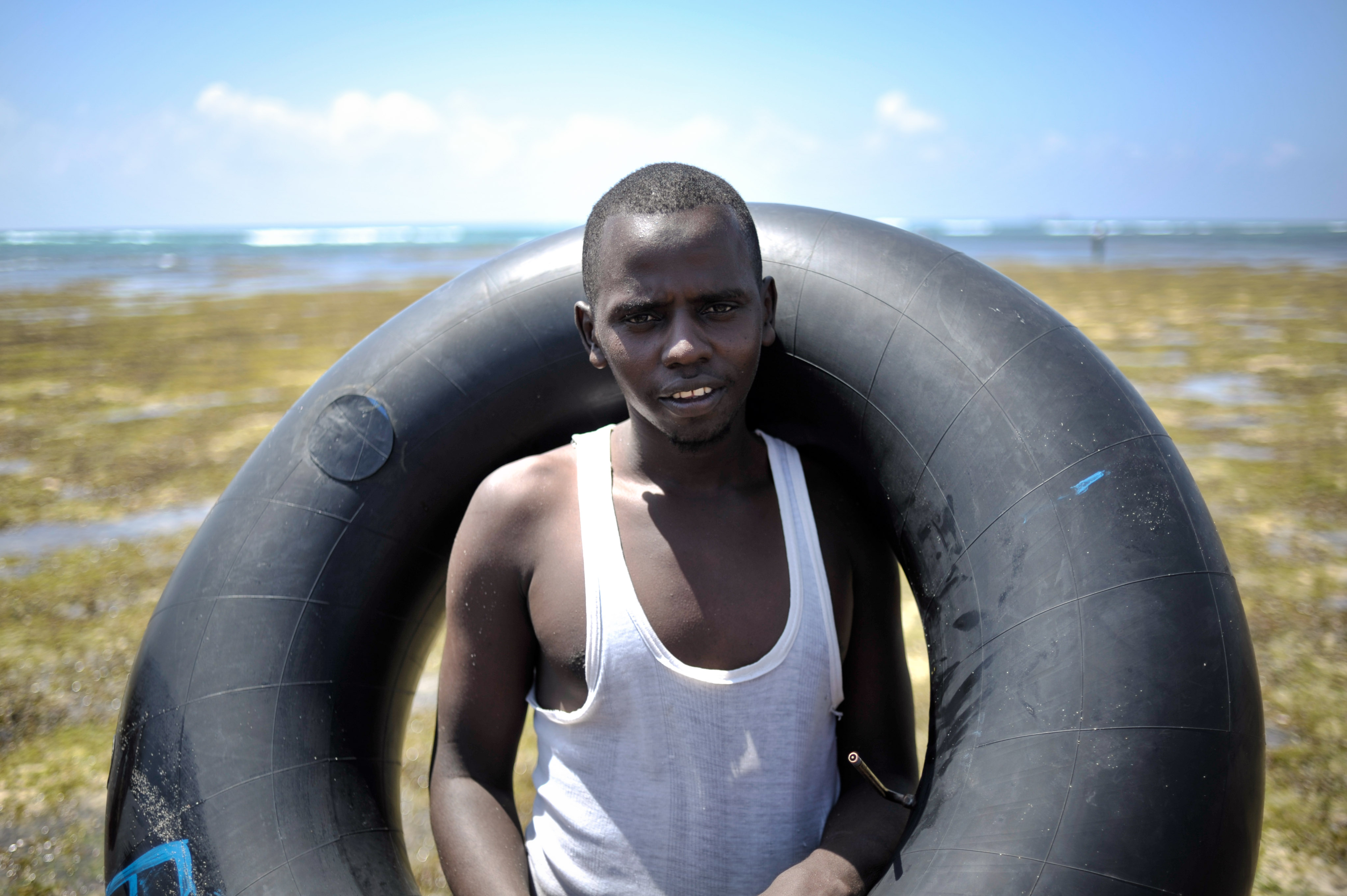
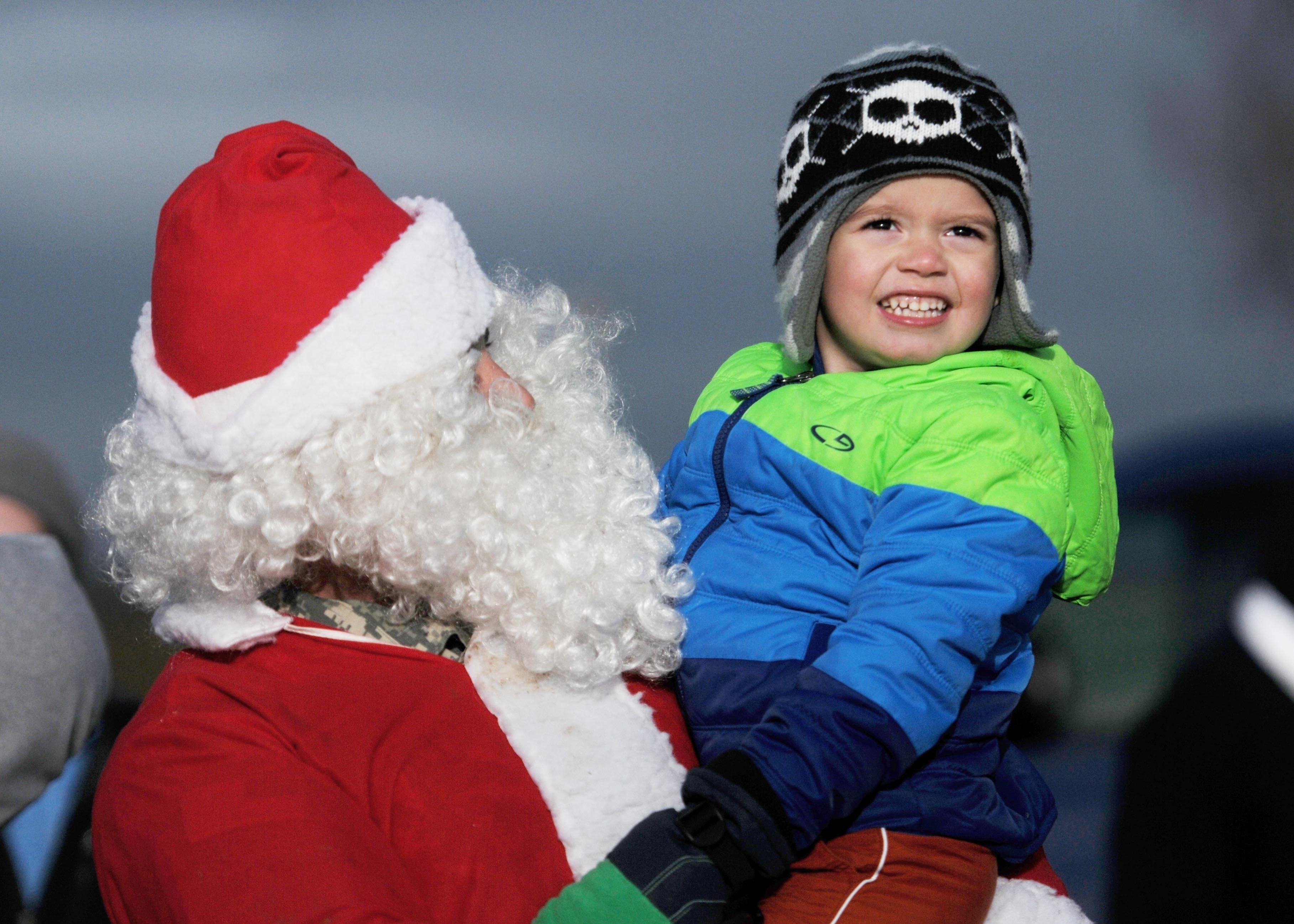
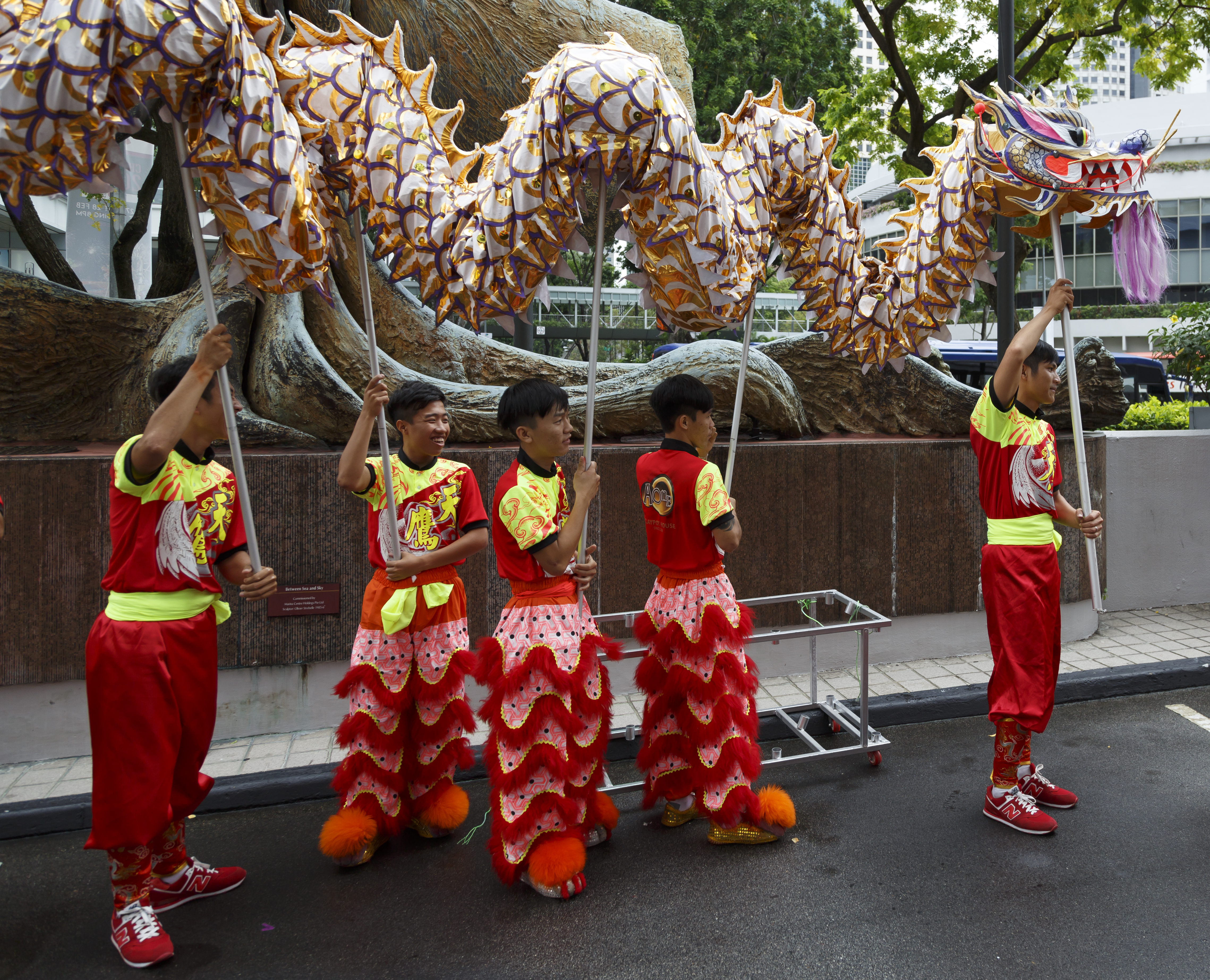
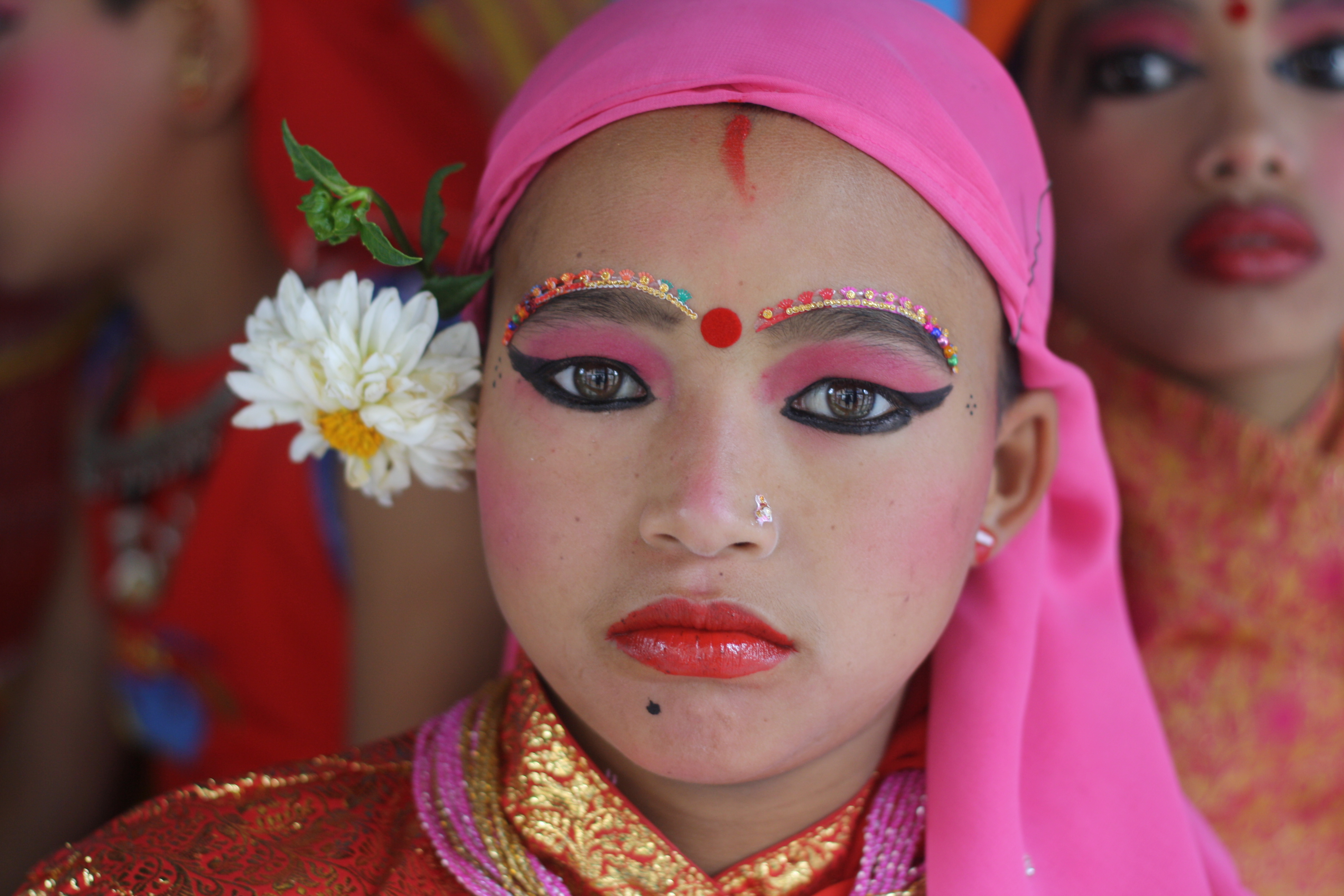
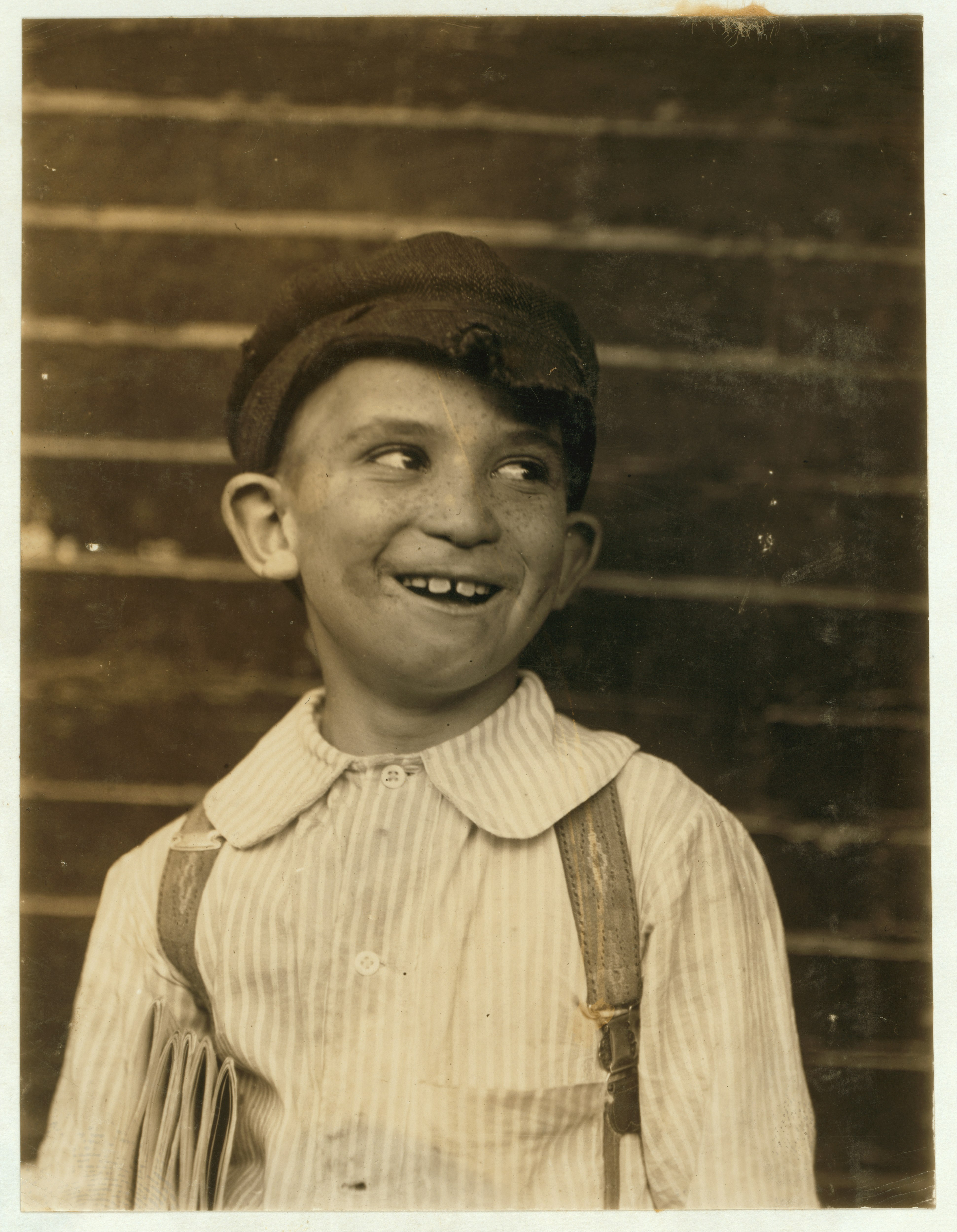
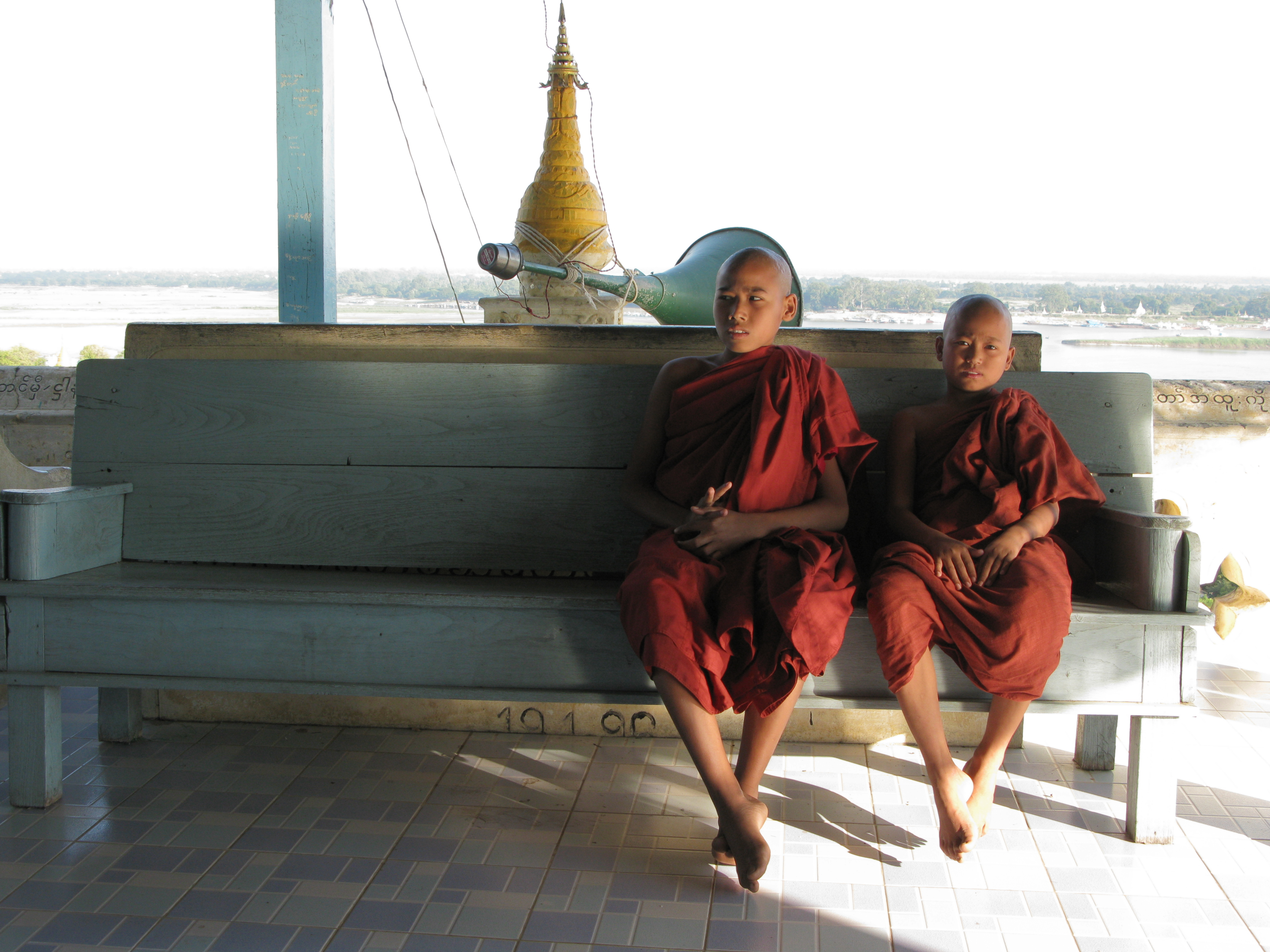
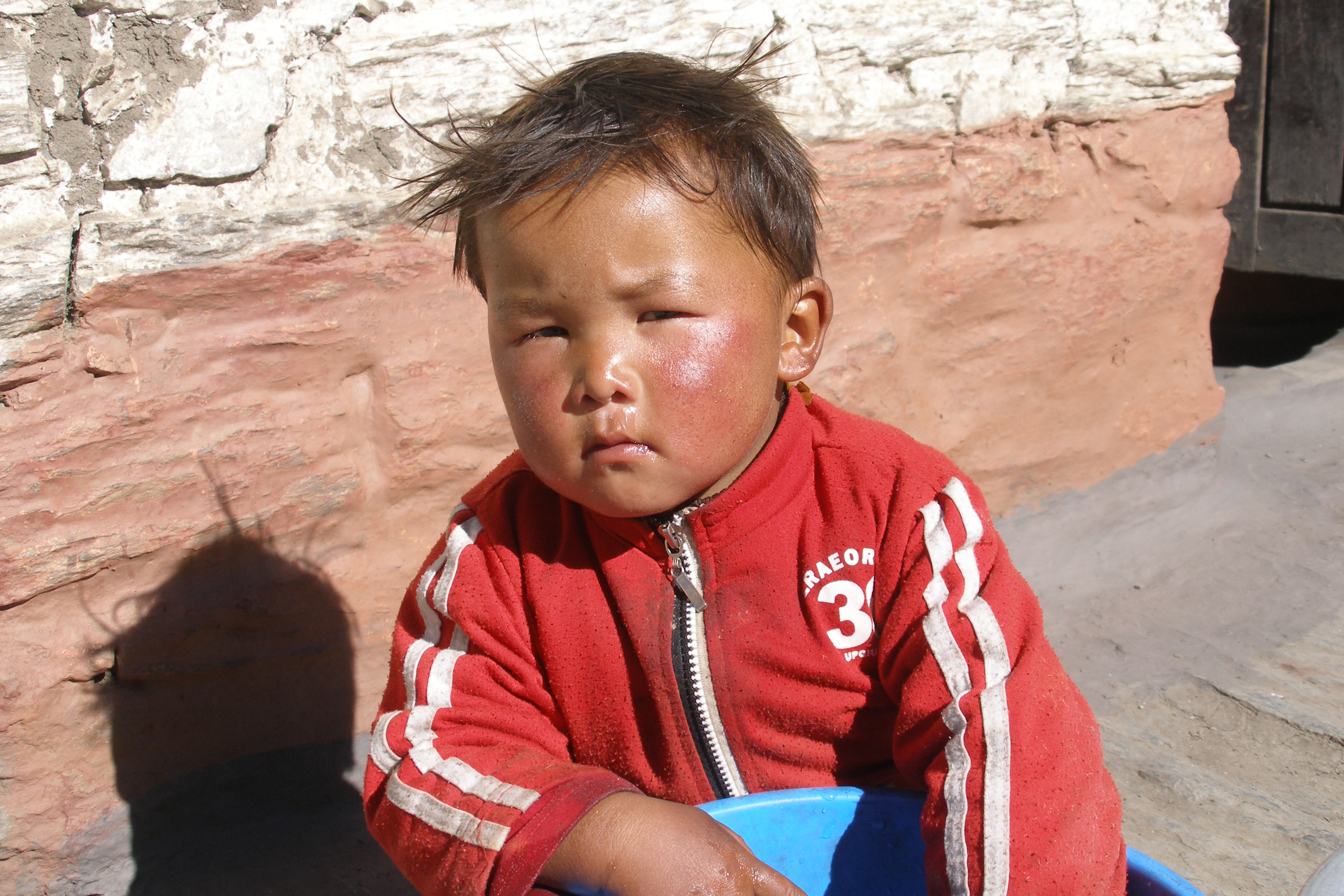
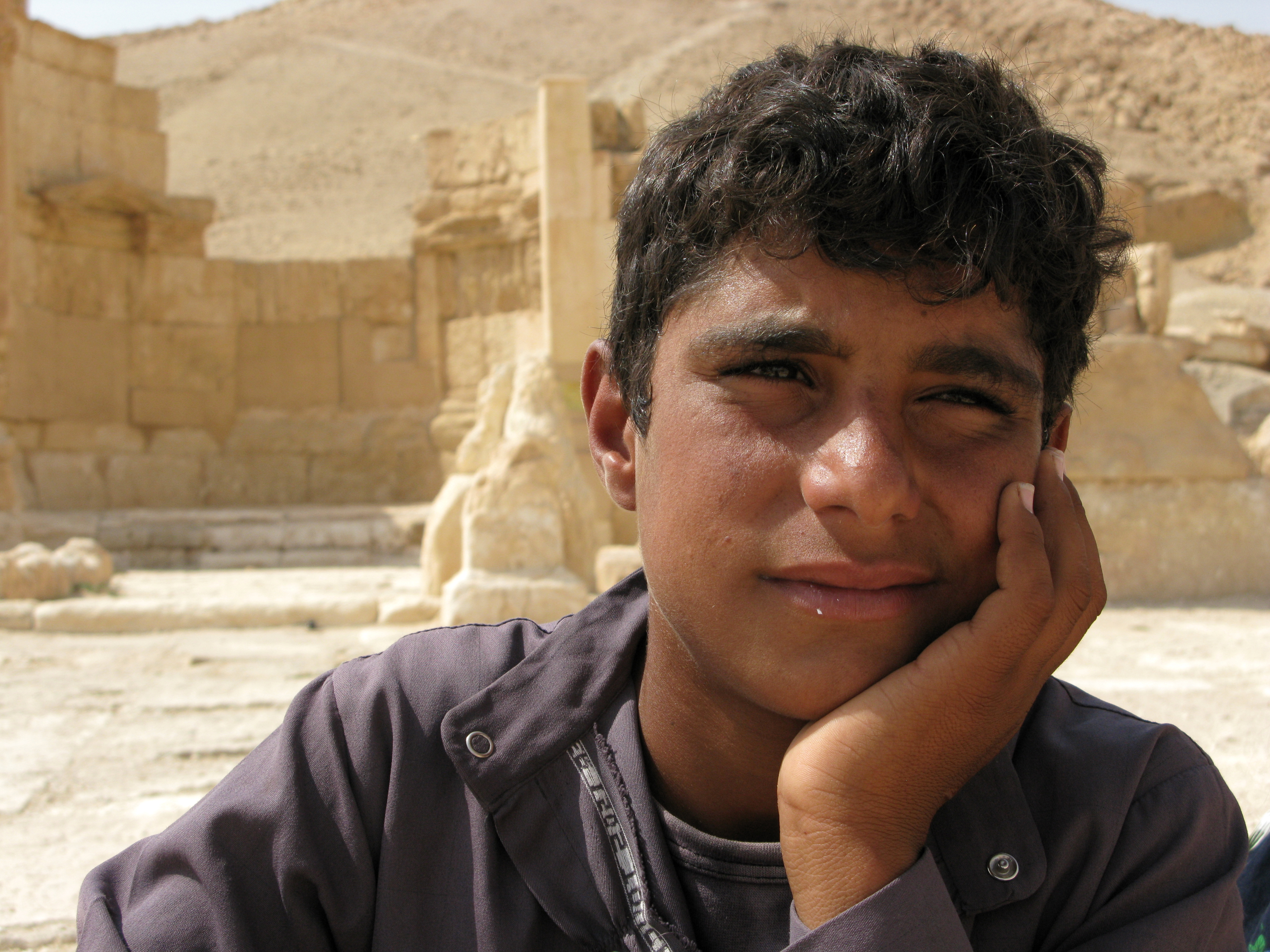
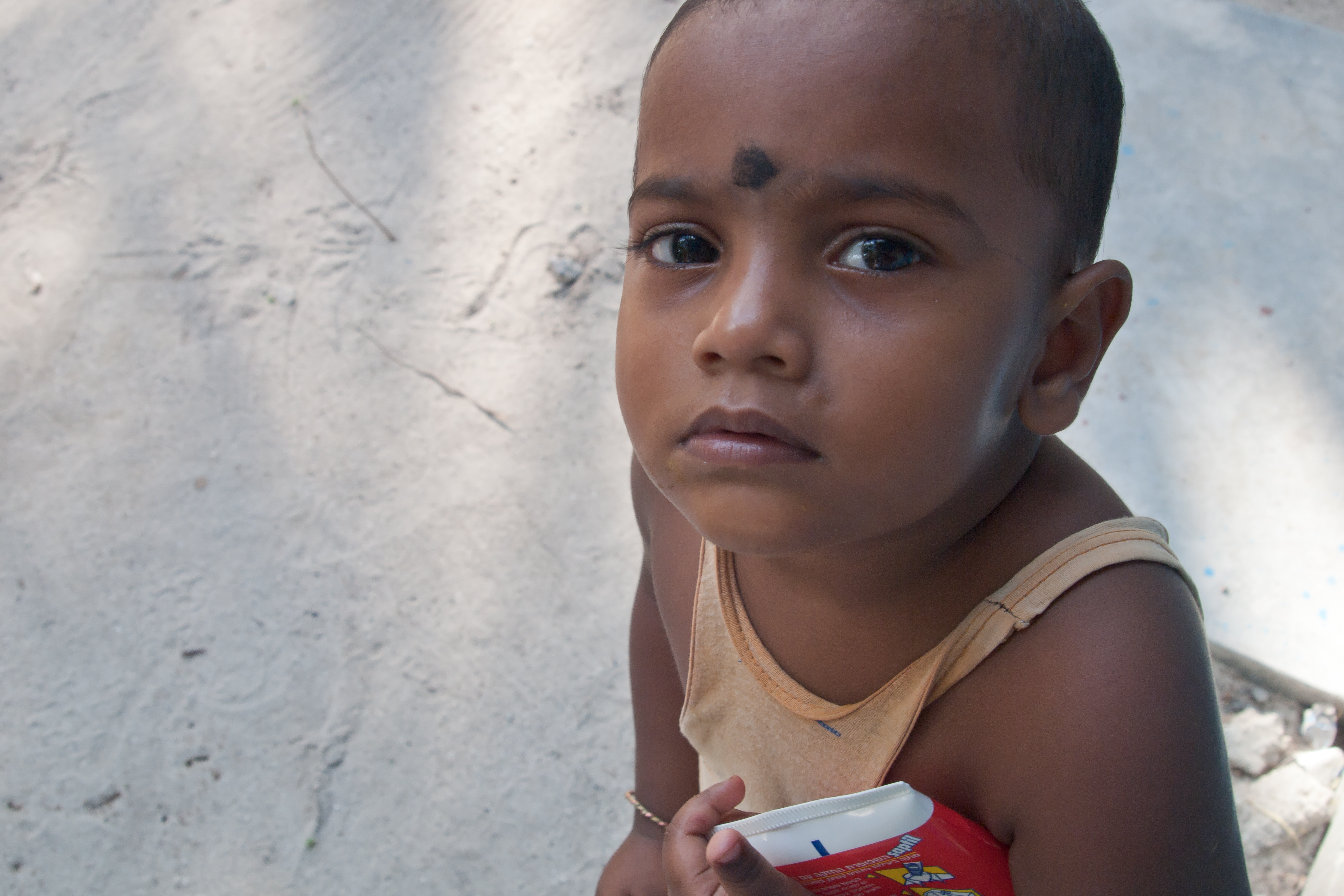
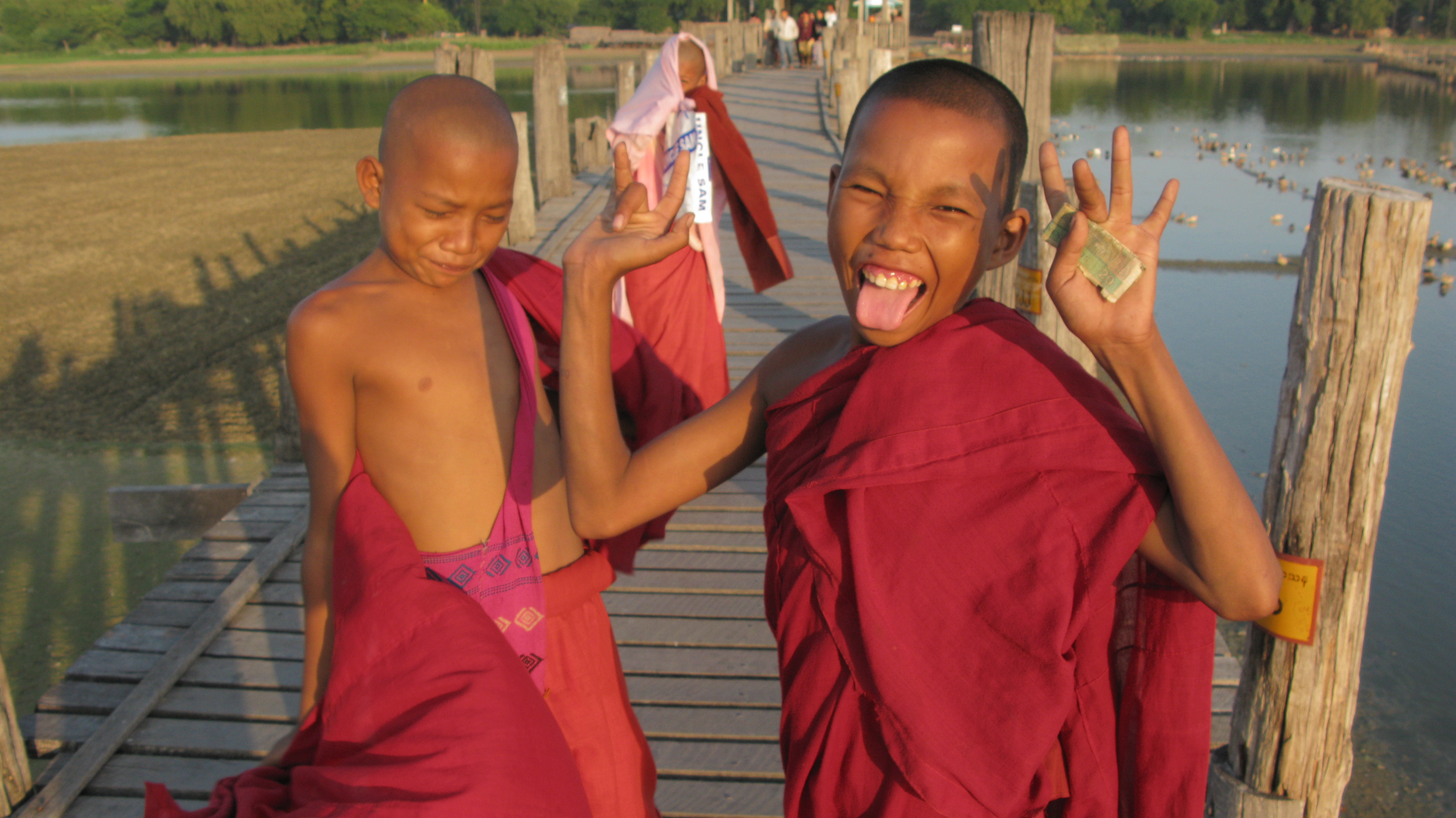
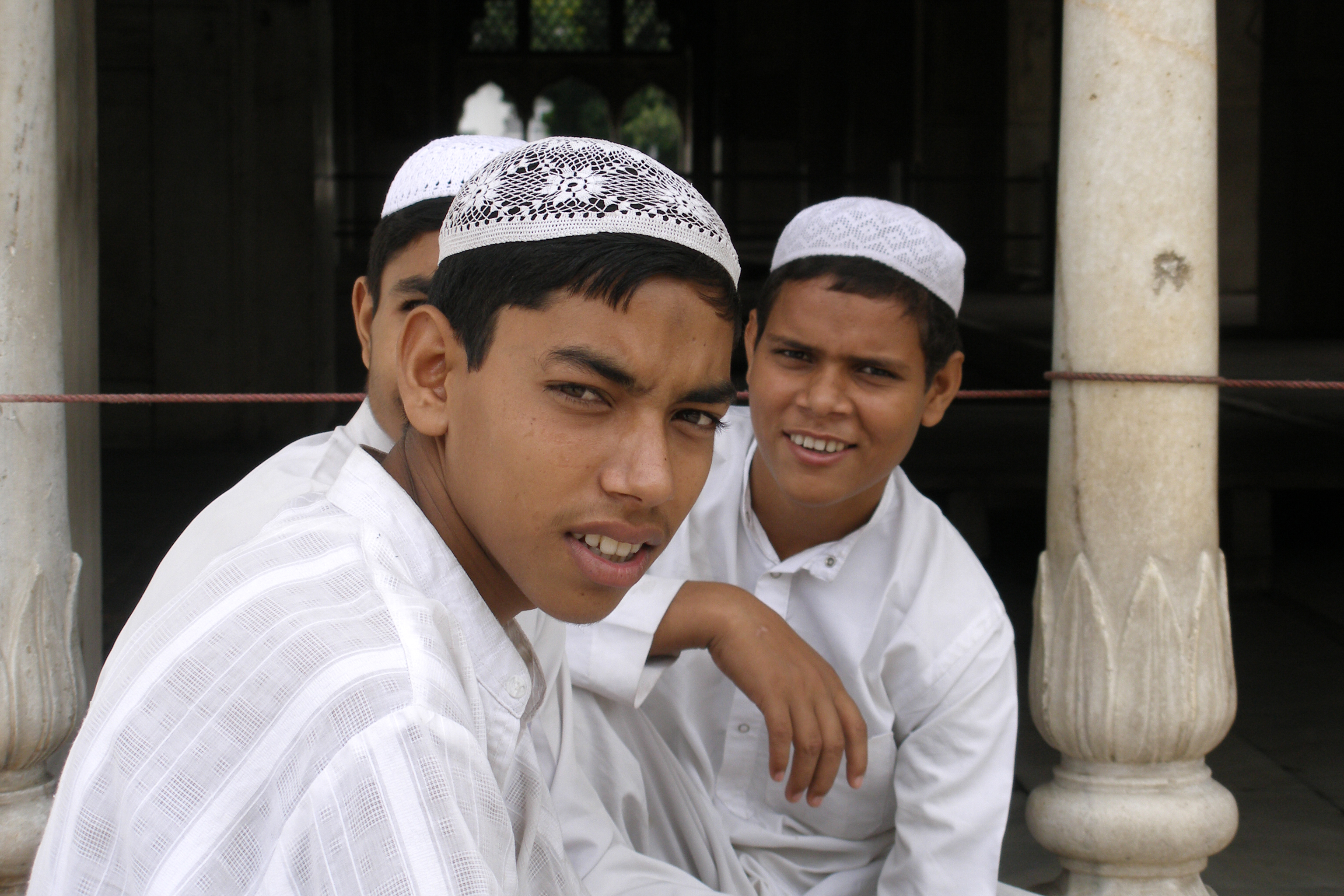
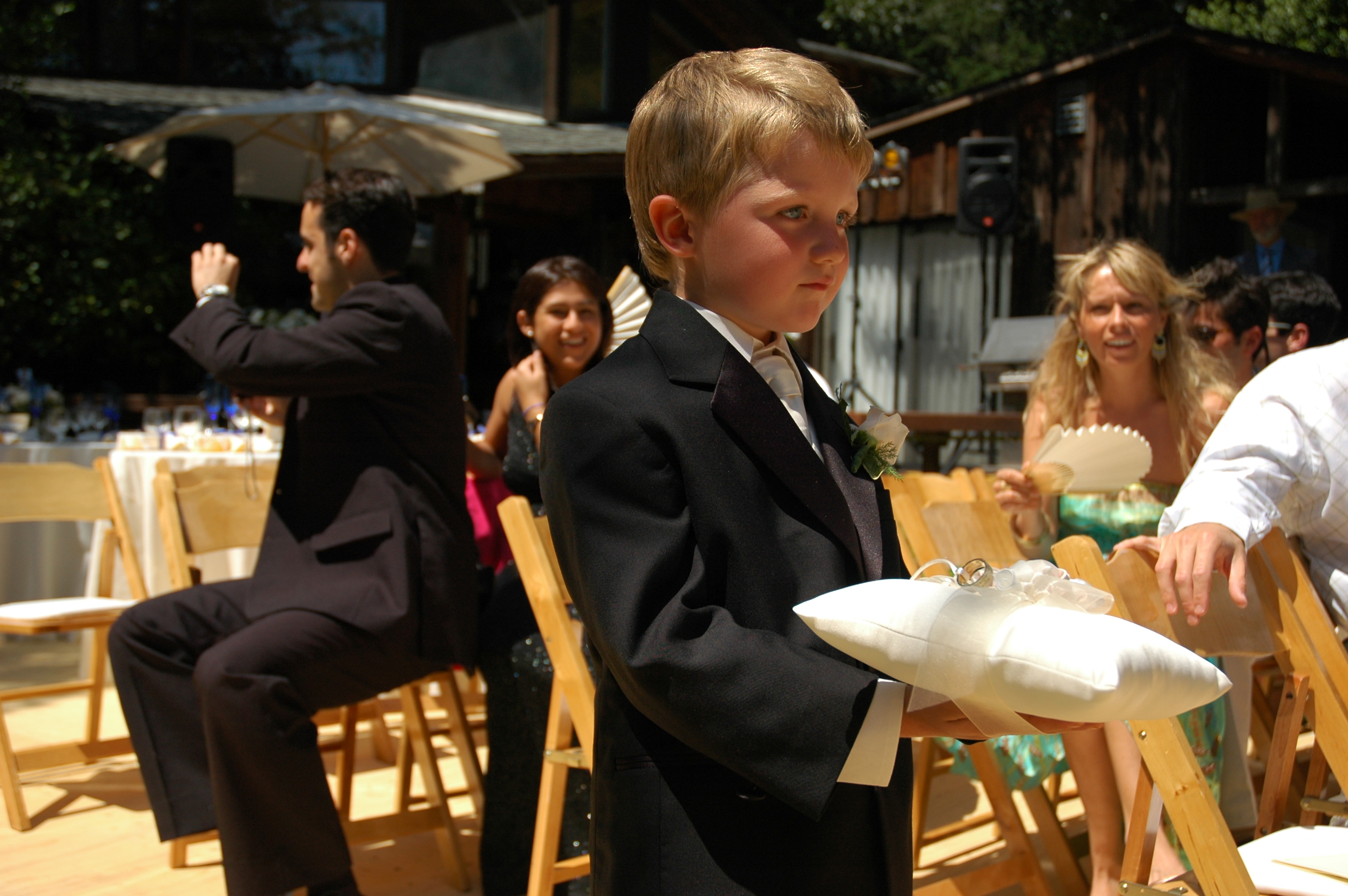
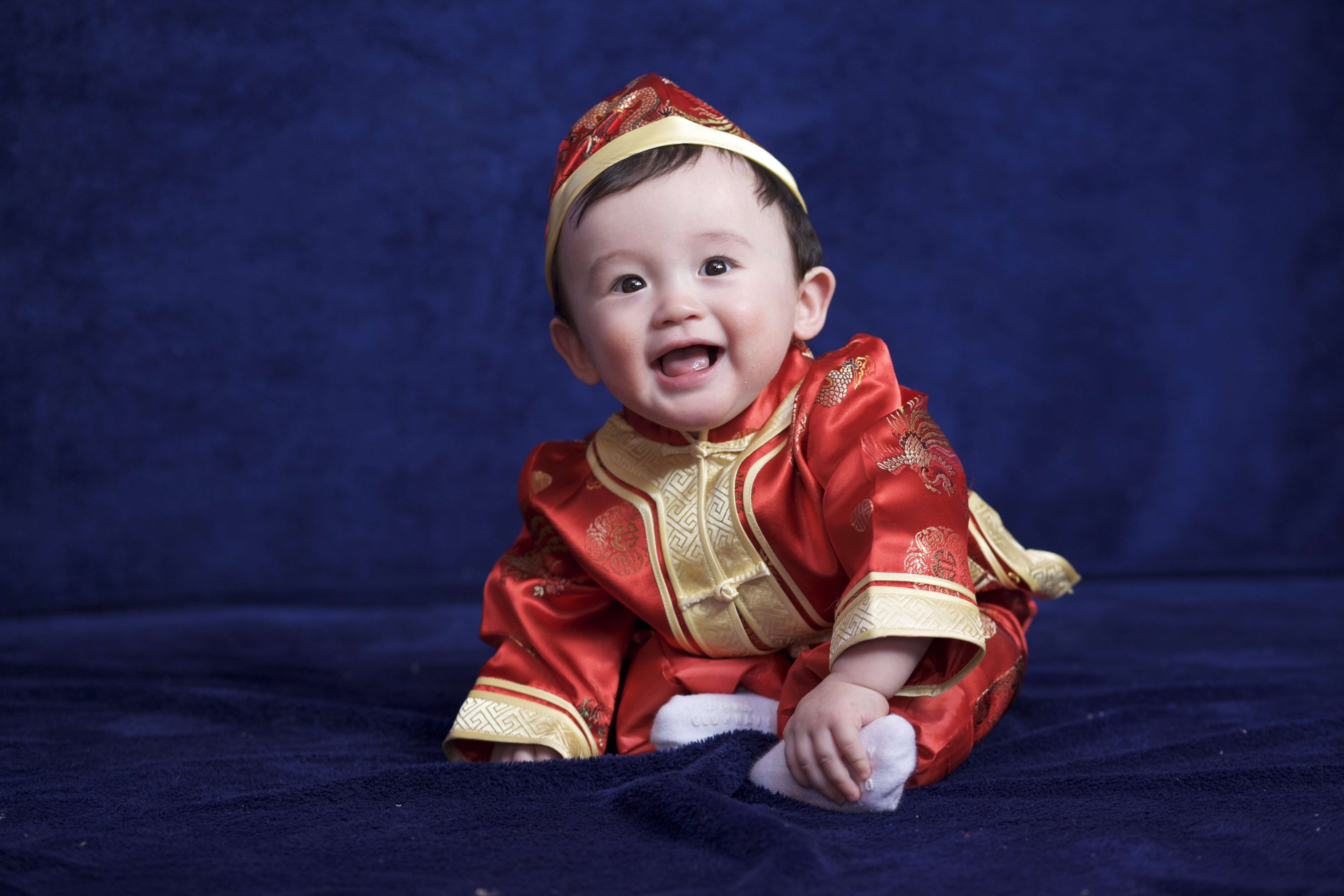
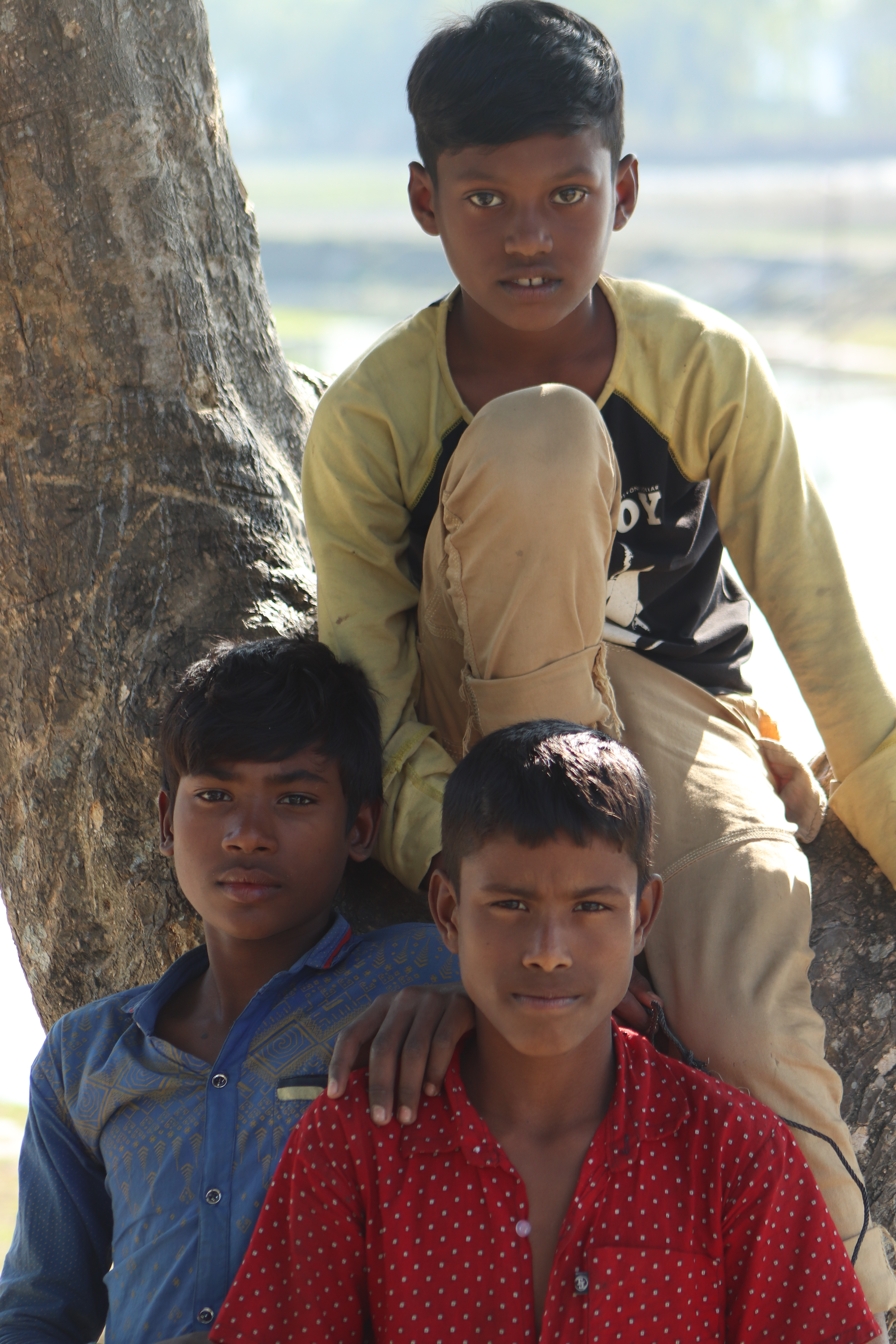

## 外部連結
- 男孩服裝歷史（Historical Boys' Clothing） （页面存档备份，存于）